# 札幌市手稲記念館

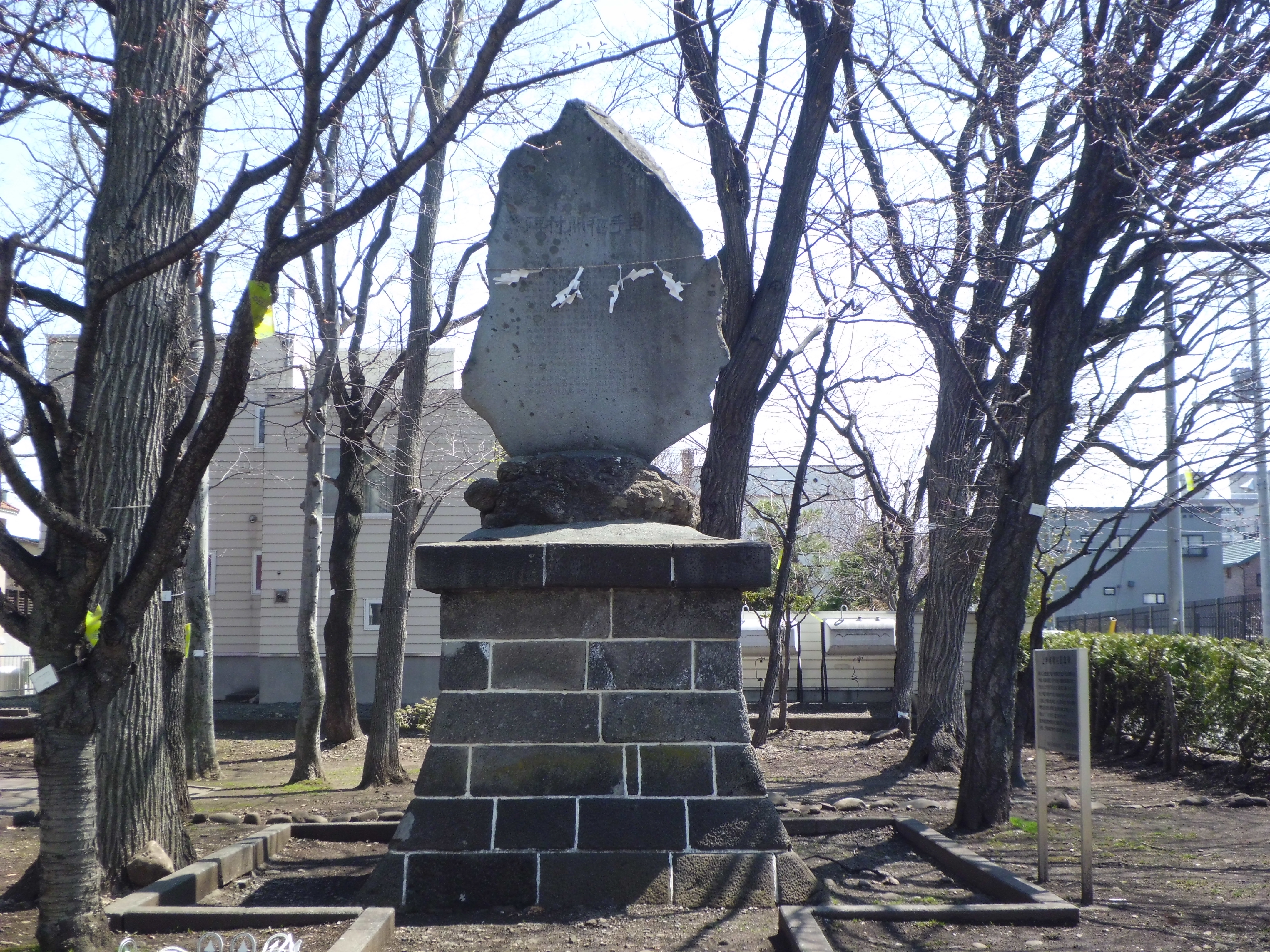
上手稲開村碑

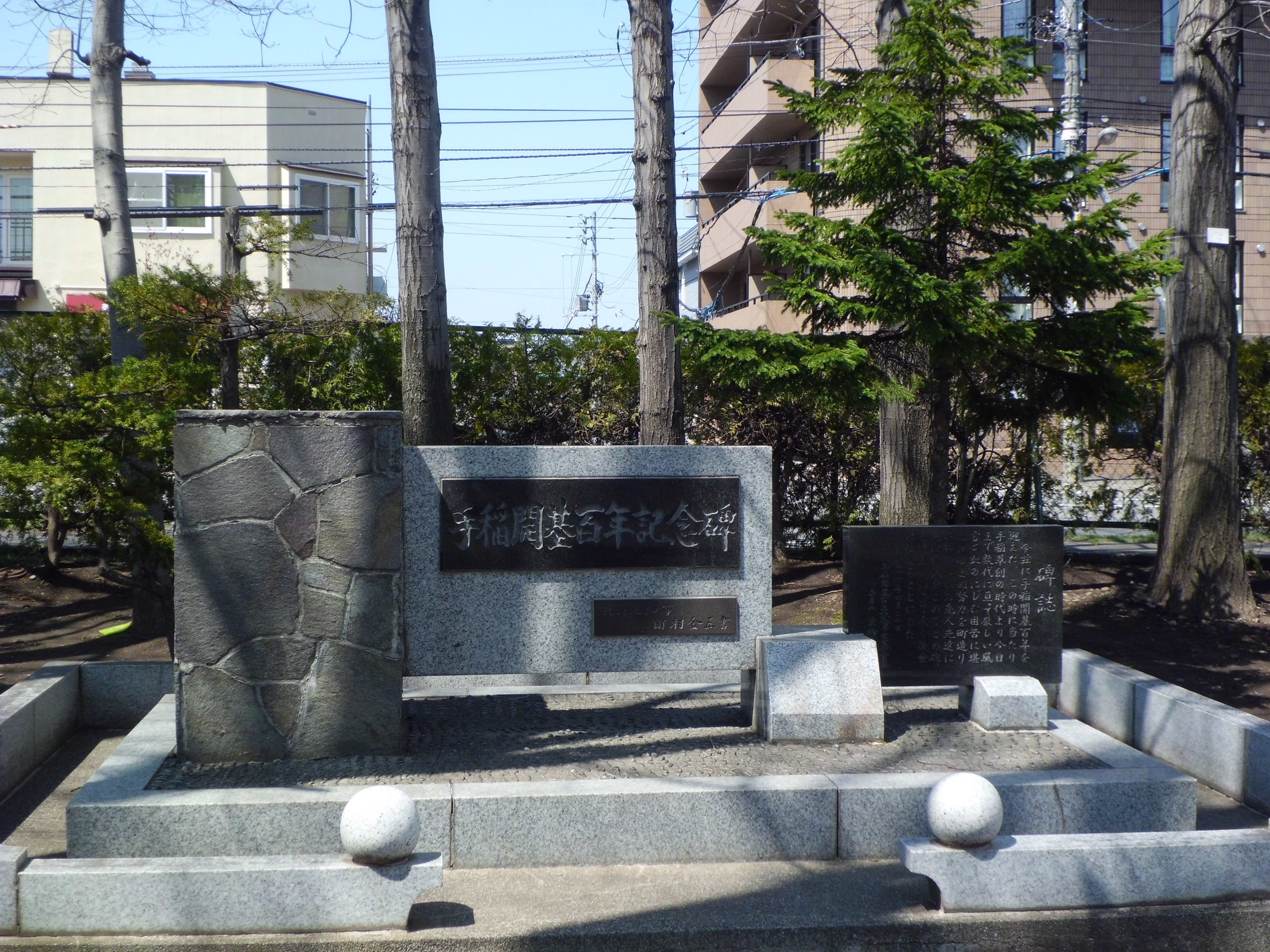
手稲開基百年記念碑

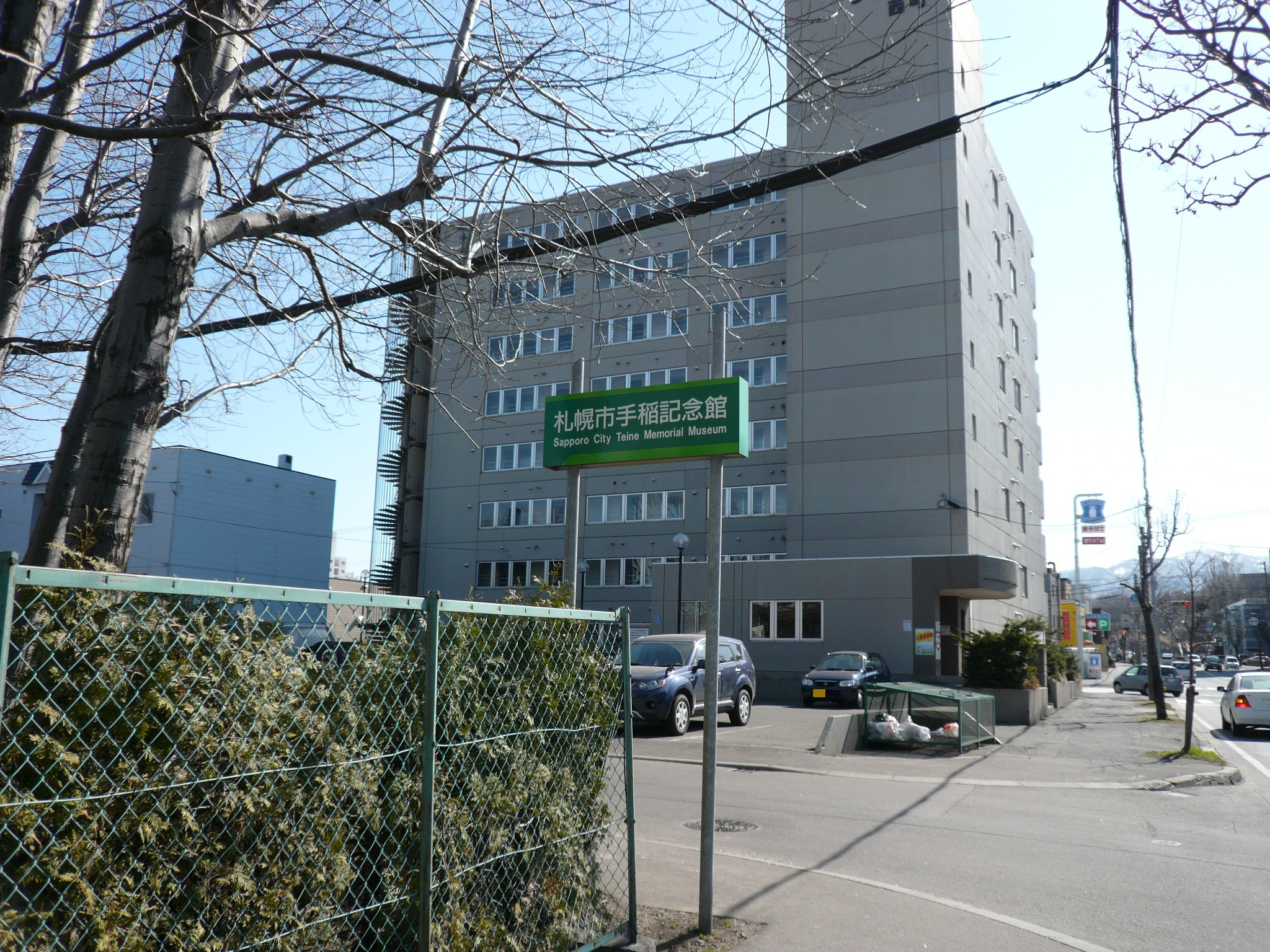
北海道道82号西野真駒内清田線･西野屯田通にある案内看板（2009年4月）

札幌市手稲記念館（さっぽろしていねきねんかん、Sapporo city Teine Memorial Museum）は、北海道札幌市西区西町南21丁目3-10にある郷土資料館。1967年（昭和42年）の手稲町と札幌市の合併を記念して1969年（昭和44年）に開館した。資料収蔵数約1,130点。

## 概要
- 開館日：月・水・金・土曜日（祝祭日・年末年始を除く）
- 開館時間：9時 - 17時
- 入館料：無料

## 沿革
札幌郡手稲町（手稲村）の開基100年記念施設として構想が練られたが、札幌市に編入されたため事業が札幌市に引き継がれ、合併記念施設として開館した。
- 1967年（昭和42年）3月1日 - 手稲町が札幌市に編入される。
- 1969年（昭和44年） - 札幌市手稲記念館が開館する。
- 2006年（平成18年）4月 - 火・木曜日が休館となる。

## 交通機関
- 鉄道
  - 札幌市交通局地下鉄東西線 宮の沢駅から徒歩10分。
- 路線バス
  - ジェイ・アール北海道バス札樽線「宮の沢2条1丁目」停留所から徒歩1分。
  - ジェイ・アール北海道バス札樽線、北海道中央バス札樽線「西町北20丁目」停留所から徒歩3分。
- 自家用車
  - 札樽自動車道札幌西インターチェンジから5分。
  - 駐車場無。

## 記念碑
前庭には記念碑が2つ建っている。
上手稲開村碑
1910年（明治43年）建立。
元来は上手稲神社境内にあったもので、手稲記念館の開館にあわせて移設された。
手稲開基百年記念碑
1971年（昭和46年）建立。